# L'anno che verrà (film)
L'anno che verrà (La vie scolaire) è un film francese del 2019 diretto da Mehdi Idir e Grand Corps Malade.

## Trama
La giovane vicepreside Samia arriva in un istituto liceale in un quartiere malfamato di Saint-Denis. Samia viene catapultata in un nuovo universo scolastico, pieno di problemi da risolvere.

## Produzione
Le riprese hanno avuto inizio a luglio 2018, principalmente nel quartiere Franc-Moisin e presso il collegio Federico García Lorca a Saint-Denis. Riconoscibile la facciata del centro di custodia cautelare Hauts-de-Seine a Nanterre.

## Distribuzione
In Francia la pellicola è uscita il 28 agosto 2019, mentre in Italia il film è stato distribuito il 9 luglio 2020.